# Jack Butler Yeats
Jack Butler Yeats (ur. 29 sierpnia 1871 w Londynie, zm. 28 marca 1957 w Dublinie) – irlandzki malarz i ilustrator, powieściopisarz i srebrny medalista olimpijski w kategorii malarstwa, młodszy brat Williama Butlera Yeatsa.

## Biografia i twórczość
Urodził się w Londynie w 1871 roku jako najmłodszy syn irlandzkiego malarza–portrecisty Johna Butlera Yeatsa i brat późniejszego laureata Nagrody Nobla, poety Williama Butlera Yeatsa. Lata dziecięce i młodzieńcze (1879 do 1887) Jack Yeats spędził w rodzinnej posiadłości w Sligo, gdzie chodził do szkoły. Podobnie jak wiele rodzin anglo-irlandzkich, rodzina Yeatsów była obecna zarówno w Irlandii i Anglii. Irlandzkie korzenie Yeatsów w Sligo sięgają XVIII w., ale w historii rodziny zawsze był obecny pierwiastek angielski. Chociaż brat artysty William i siostra Susan urodzili się w Irlandii, to on sam oraz siostry Elisabeth i Jane oraz brat Robert urodzili się Londynie, gdzie ich ojciec studiował sztukę. Pobyt w Sligo ukształtował artystyczne zainteresowania młodego Jacka – obserwował on wydarzenia kulturalne w miasteczku (cyrki, imprezy, zawody sportowe), widział też, jak jego babcia malowała akwarele. W 1887 r. Jack Yeats przeniósł się do Londynu, aby mieszkać z rodziną. Postanowił wówczas zdobyć wykształcenie artystyczne. Studiował malarstwo i rysunek w Westminster School of Art pod okiem Freda Browna.
Jako student publikował swoje rysunki w czasopismach Vegetarian, Ariel i Paddock Life. Po ukończeniu uczelni rozpoczął pracę jako grafik, rysownik (w 1894 roku stworzył pierwszy komiks na temat Sherlocka Holmesa), ilustrator i akwarelista.
W 1897 miała miejsce pierwsza wystawa jego prac (akwarel) w Clifford Galleries.
W sierpniu 1894 ożenił się z Mary Cottenham White.
Choć swoje pierwsze obrazy olejne namalował ok. 1897, to przez kilka następnych lat interesowały go głównie akwarele; obrazy olejne zaczął systematycznie malować po roku 1905. W swych wczesnych dziełach przedstawiał romantyczne pejzaże i wizerunki ludzi z zachodniej Irlandii, szczególności ze swego domu w Sligo. Był pod wpływem obrazów francuskich mistrzów impresjonizmu, znajdujących się w kolekcji Hugh Lane’a. Od 1899 zaczął wystawiać swoje prace w Royal Hibernian Academy.
W 1913 Yeats zadebiutował w Ameryce, na międzynarodowej wystawie sztuki nowoczesnej International Exhibition of Modern Art (znanej jako Armory Show) zorganizowanej w Nowym Jorku; zaprezentował na niej swój obraz Cyrkowy karzeł (The Circus Dwarf), namalowany w roku 1912.
W roku 1910 Yeats przeprowadził się na stałe z Anglii do Irlandii osiadając w Greystones. W 1917 roku przeniósł się do Dublina. Po 1920 roku wypracował bardziej ekspresjonistyczny styl, ewoluując się od ilustracyjności w kierunku symbolizmu. Sympatyzował z irlandzkim ruchem republikańskim. Zaczął malować emocjonalne, ale realistyczne obrazy o przedstawiające miejskie i wiejskie życie w Irlandii. Jego paleta stała się jaśniejsza, a zakres kolorów szerszy; artysta często kładł bardzo grube warstwy farby, używając oprócz pędzla również innych narzędzi. Uprawiał malarstwo rodzajowe przedstawiając sceny z cyrków, sal koncertowych i wyścigów konnych, malował też ponure krajobrazy zachodniego wybrzeża Irlandii, jak również sceny z mitologii celtyckiej.
W 1924 roku na Olimpijskim Konkursie Sztuki i Literatury otrzymał srebrny medal w kategorii malarstwa za obraz Pływanie (The Liffey Swim).
W latach 30. XX w. Yeats napisał kilka książek, w tym: Sligo (1931), The Amaranthers (1936) i The Charmed Life (1938). W 1939 został członkiem zarządu National Gallery of Ireland.
Po śmierci żony w 1947 roku jego malarstwo zaczęło być coraz bardziej nostalgiczne. Retrospektywne wystawy jego obrazów miały miejsce w National Gallery w Londynie w roku 1942, Dublinie (w 1945) i w londyńskiej Tate Gallery (w 1948). Ostatnie prace Yeatsa wystawione zostały w londyńskiej Waddington Galleries w 1958 roku. Wystawa jego obrazów w National Gallery of Ireland w Dublinie w 1971 roku przywróciła mu reputację być może najważniejszego współczesnego malarza w dziejach irlandzkiej sztuki.